# 大城站 (泰國)
大城站，又称阿瑜陀耶站，位於泰國大城府大城的一座鐵路車站。

## 歷史
1896年3月26日開始營運。建成当初站名為坤考站，1917年現名改稱。

## 鄰近地點
- 阿瑜陀耶古城